# Numb / Encore
A "Numb / Encore" egy szám a Linkin Park-tól és Jay-Z-től a 2004-es Collision Course albumukról. Ez volt a legsikeresebb szám az albumról; 20. lett a Billboard Hot 100-on 2005. február 1-jén.

## Leírás
A Numb/Encore-t kislemez formájában is kiadták ebben az évben, Jay-Z "Encore" című dalát és a the Linkin Park "Numb" című számát keverték. Ebben a verzióban még benne van John Legend háttérvokálja az "Encore"-ból és Kanye West a szám elején ezt énekli: "Now can I get an encore / Do you want more".
A brit kislemezlista, a kislemez beállított egy új rekordot azzal, hogy legtovább maradt a legjobb 20-ban anélkül, hogy bekerült volna a legjobb 10-be. A dal legjobb helyezése a 14 de több mint 53 hétig fent volt a listán, 13 hétig a legjobb 20-ban.
A klip jelölve volt az MTV VMA Viewer's Choice díjára 2005 júliusában. A "Numb/Encore" nyert egy Grammy díjat 2006-ban. A díjátadón előadták a számot, amin Paul McCartney felment Chesterhez a színpadra és énekeltek egy duettet. A számnak van egy remix verziója amiben több énekes is van: Dr. Dre, Eminem és 50 Cent.

## A klip
A klipet Kimo Proudfoot rendezte. A klip nagy része megtalálható a Collision Course DVD-jén.

## Toplisták
| Toplista (2004–2005)                 | Legjobb hely |
| ------------------------------------ | ------------ |
| U.S. Billboard Hot 100               | 20           |
| U.S. Billboard Hot R&B/Hip-Hop Songs | 94           |
| U.S. Billboard Pop 100               | 8            |
| Brit kislemezlista                   | 14           |
| Dutch Top 40                         | 5            |
| French Singles Chart                 | 5            |
| Eurochart Hot 100                    | 1            |
| Ír slágerlista                       | 1            |

## Trivia
- A szám benne volt a Miami Vice filmben.

## Számlista
CD Verzió
1. "Numb/Encore"
2. "Numb/Encore" (Instrumental)

Digital Verzió
1. "Numb/Encore"
2. "Numb/Encore" (Clean Version)

Vinyl/Exclusive Digital Version
1. "Numb/Encore"
2. "Numb/Encore" (Clean Version)
3. "Numb/Encore" (Instrumental)
4. "Numb/Encore" (A Cappella)
5. "Numb/Encore" (A Cappella Clean Version)
6. "Bonus Beat"